# Huparlac

Huparlac este o comună în departamentul Aveyron din sudul Franței. În 1 ianuarie 2022 avea o populație de 252 de locuitori.